# Morti nel 1479
| Questa pagina contiene informazioni ricavate automaticamente dalle voci biografiche con l'ausilio del template Bio e di un bot. L'aggiornamento è periodico e automatico e ricostruisce completamente la pagina. Se manca una persona in questa lista, sei pregato di non aggiungerla, ma accertati piuttosto che la sua voce biografica contenga il template Bio e che i dati anagrafici siano correttamente compilati. Se il template Bio manca, inseriscilo tu stesso o, in alternativa, metti l'avviso {{tmp\|Bio}} che ne segnala la mancanza. Se i dati riportati sono sbagliati, correggi direttamente la voce biografica; le modifiche saranno visibili in questa lista entro pochi giorni. Per chiarimenti vedi il progetto biografie. La lista contiene solo le 40 persone che sono citate nell'enciclopedia e per le quali è stato implementato correttamente il template Bio. Pagina aggiornata al 10 ago 2025. |

- 18 gennaio - Ludovico IX di Baviera-Landshut, nobile tedesco (n. 1417)
- 20 gennaio - Giovanni II d'Aragona, sovrano (n. 1398)
- 25 gennaio - Diego Hurtado de Mendoza, nobile spagnolo (n. 1417)
- 10 febbraio - Caterina di Kleve, nobile (n. 1417)
- 12 febbraio - Eleonora di Navarra, principessa (n. 1425)
- 19 febbraio - Lucrezia d'Alagno, nobile italiana (n. 1430)
- 6 marzo - Leo von Spaur, vescovo cattolico austriaco (n. 1440)
- 19 marzo - Francesco Della Croce, presbitero italiano
- 2 aprile - Berardo Eroli, cardinale e giurista italiano (n. 1409)
- 18 aprile - Andrea da Montereale, presbitero italiano (n. 1397)
- 7 maggio - Zanobi Machiavelli, pittore e miniaturista italiano (n. 1418)
- 6 giugno - Francesco d'Altobianco Alberti, banchiere e poeta italiano (n. 1401)
- 11 giugno - Giovanni da San Facondo, presbitero spagnolo (n. 1430)
- 17 giugno - Carlo da Montone, nobile e condottiero italiano (n. 1421)
- 29 giugno - Roberto Orsini, nobile e condottiero italiano
- 9 luglio - Giovanni Stewart, conte di Mar, principe scozzese (n. 1456)
- 27 luglio - Cristoforo Mantegazza, scultore italiano
- 28 luglio - Sforza Maria Sforza, duca (n. 1451)
- 3 agosto - Antonio Jacopo Venier, cardinale e vescovo cattolico italiano (n. 1422)
- 9 settembre - Pietro Balbi, vescovo cattolico e letterato italiano (n. 1399)
- 10 settembre - Giacomo Ammannati Piccolomini, cardinale, vescovo cattolico e umanista italiano (n. 1422)
- 17 settembre - Cherubino Testa, presbitero italiano (n. 1451)
- 30 settembre - Margherita di Savoia, sovrana (n. 1420)
- 14 ottobre - Margherita di Baviera, principessa (n. 1442)
- 8 dicembre - Braccio Baglioni, condottiero italiano (n. 1419)
- 29 dicembre - Bernardo Bandini Baroncelli, mercante italiano (n. 1420)
- Taddeo Crivelli, pittore italiano (n. 1425)
- Marco Fantuzzi da Bologna, religioso italiano
- Felice Feliciano, umanista italiano (n. 1433)
- Serafino Gavazzi, ingegnere militare italiano (n. 1420)
- Luciano Laurana, architetto italiano
- Jorge Manrique, poeta spagnolo (n. 1440)
- Gherardo II Martinengo, condottiero italiano
- Philippe de Mazerolles, miniatore fiammingo
- Maria di Piero de' Medici, nobildonna italiana (n. 1455)
- Antonio II Moncada, nobile e religioso italiano
- Orso Orsini, condottiero italiano
- Antonio Rossellino, scultore italiano (n. 1427)
- Antonello da Messina, pittore italiano
- Adrian von Bubenberg, militare e politico svizzero (n. 1424)